# Dys4ia
Dys4ia est un récit autobiographique sous forme de jeu vidéo sorti en 2012 des expériences d'Anna Anthropy (Auntie Pixelante), conceptrice de jeux vidéo indépendants, du parcours d'une thérapie hormonale de réajustement de genre, depuis les troubles de l'identité sexuelle jusqu'au succès de celle-ci en passant par les épreuves médicales et les frustrations ressenties durant l'expérience.

## Description
Dys4ia est divisé en 4 niveaux, correspondant chacun à une partie du récit :
1. Gender bullshit, consacré à la question du choix du genre ;
2. Medical bullshit, consacré à la question médicale ;
3. Hormonal bullshit, consacré au parcours de la prise d'œstrogènes ;
4. It gets better?, conclusion.

Le jeu suit un graphisme minimaliste pixelisé, permet à la personne s'imprégner du récit, tout en accomplissant des tâches simples et familières au niveau du gameplay. La durée du jeu est de l'ordre de 10 minutes,.
Dys4ia a été initialement distribué sous la forme d'un freeware au format Flash pendant deux ans, avant de l'être uniquement sous un format commercial dématérialisé accessible via la page itch.io d'Anna Anthropy.
La bande son est composée par Liz Ryerson.

## Analyse
L'auteure décrit Dys4ia comme étant « un jeu autobiographique sur la période de ma vie où j'ai commencé un traitement hormonal de substitution. C'est une histoire à mon sujet, et elle n'est certainement pas là pour tenter de représenter l'expérience de tout transgenre. ».
Le déroulement de Dys4ia se fait par une succession de séquences courtes, métaphoriques (incarnation de formes abstraites) ou métonymiques (incarnation de parties du corps ou d'objets). Le jeu travaille aussi sur les sensations haptiques (déconnexion entre les actions du joueur et ce qui se passe à l'écran par exemple) pour faire vivre des sensations au joueur.
En se détournant des codes traditionnels du jeu vidéo et en développant son propre langage vidéoludique, Dys4ia est une mise en application des propositions de game design développées par Anna Anthropy dans son essai Rise of the videogame zinesters.

## Réception
Il est nommé lors des Independent Games Festival 2013 dans les catégories “Excellence in Narrative” et “Nuovo Award” (prix de l'innovation).
Le jeu est décrit comme émouvant et émotionnellement chargé,.

## Postérité
Dys4ia a notamment inspiré le développeur Nicky Case pour son jeu Coming Out Simulator 2014.